# Ngepungrojo
Ngepungrojo is een bestuurslaag in het regentschap Pati van de provincie Midden-Java, Indonesië. Ngepungrojo telt 4016 inwoners (volkstelling 2010).